# Фторид ртути(II)
Ртути(II) фторид — неорганическая соль, имеющая формулу HgF2.

## Получение
Фторид ртути(II) как правило получают в реакции оксида ртути(II) и фтороводорода:
{\displaystyle {\mathsf {HgO+2HF\rightarrow HgF_{2}+H_{2}O}}}
Ртути(II) фторид также может быть получен через фторирование хлорида ртути(II):
{\displaystyle {\mathsf {HgCl_{2}+F_{2}\rightarrow HgF_{2}+Cl_{2}}}}
или оксида ртути(II):
{\displaystyle {\mathsf {2HgO+2F_{2}\rightarrow 2HgF_{2}+O_{2}}}}

## Применение
Ртути(II) фторид является селективным фторирующим агентом.